# Corciano
Corciano – miejscowość i gmina we Włoszech, w regionie Umbria, w prowincji Perugia.
Według danych na rok 2004 gminę zamieszkiwało 15 179 osób, 240,9 os./km².

## Miasta partnerskie
- Libiąż